# Dunfermline Burghs (circonscription du Parlement britannique)
Circonscription parlementaire de la Chambre des Communes du Royaume-Uni
Dunfermline Burghs était une circonscription de burghs à la Chambre des communes du Parlement du Royaume-Uni de 1918 à 1974.
Il a élu un Membre du Parlement (MP), en utilisant le système de vote uninominal à un tour.
De 1918 à 1950, c'était aussi, officiellement, un district de circonscription de burghs.
Il y avait aussi une circonscription du comté de Dunfermline de 1974 à 1983.

## Limites
Tel que défini en 1918, la circonscription couvrait les burghs parlementaires de Dunfermline, Cowdenbeath, Inverkeithing et Lochgelly. Avant la création de la circonscription, les burghs de Dunfermline et Inverkeithing étaient représentés comme des composants de Stirling Burghs, tandis que Cowdenbeath et Lochgelly se trouvaient dans la circonscription du comté de West Fife.

## Membre du Parlement
| Élection     | Élection     | Membre                                   | Parti                                    |                                          |
| ------------ | ------------ | ---------------------------------------- | ---------------------------------------- | ---------------------------------------- |
|              | 1918         | John Wallace                             | Coalition Libéral                        |                                          |
|              | 1922         | William Watson                           | Travailliste                             |                                          |
|              | 1931         | John Wallace                             | Libéral National                         |                                          |
|              | 1935         | William Watson                           | Travailliste                             |                                          |
|              | 1950         | James Clunie                             | Travailliste                             |                                          |
|              | 1959         | Alan Thompson                            | Travailliste                             |                                          |
|              | 1964         | Adam Hunter                              | Travailliste                             |                                          |
| février 1974 | février 1974 | circonscription abolie: voir Dunfermline | circonscription abolie: voir Dunfermline | circonscription abolie: voir Dunfermline |

## Résultats élections

### Élections dans les années 1910
| Parti                                                 | Parti                             | Candidat              | Voix   | %    | ± |
| ----------------------------------------------------- | --------------------------------- | --------------------- | ------ | ---- | - |
| C                                                     | Liberal                           | John Wallace          | 6,886  | 44.6 |   |
|                                                       | Travailliste indépendant          | William McLean Watson | 5,076  | 32,8 |   |
|                                                       | Independent Democrat              | Arthur Ponsonby       | 3,491  | 22,6 |   |
| Majorité                                              | Majorité                          | Majorité              | 1,810  | 11,8 |   |
| Participation                                         | Participation                     | Participation         | 15,453 | 55,2 |   |
|                                                       | Liberal vainqueur (nouveau siège) |                       |        |      |   |
| C candidat approuvé par le gouvernement de coalition. |                                   |                       |        |      |   |

### Élections dans les années 1920
| Parti         | Parti                                       | Candidat                                    | Voix   | %    | ±     |
| ------------- | ------------------------------------------- | ------------------------------------------- | ------ | ---- | ----- |
|               | Travailliste                                | William McLean Watson                       | 11,652 | 50,4 | +17.6 |
|               | National Libéral                            | John Wallace                                | 11,451 | 49,6 | +5.0  |
| Majorité      | Majorité                                    | Majorité                                    | 201    | 0,8  | N/A   |
| Participation | Participation                               | Participation                               | 23,102 | 77,5 | +22.3 |
|               | Travailliste vainqueur sur National Libéral | Travailliste vainqueur sur National Libéral | Swing  | +6.3 |       |

| Parti         | Parti                | Candidat              | Voix   | %    | ±    |
| ------------- | -------------------- | --------------------- | ------ | ---- | ---- |
|               | Travailliste         | William McLean Watson | 12,606 | 53,6 | +3.2 |
|               | Liberal              | John Wallace          | 10,931 | 46,4 | −3.2 |
| Majorité      | Majorité             | Majorité              | 1,675  | 7,2  | +6.4 |
| Participation | Participation        | Participation         | 23,537 | 77,7 | +0.2 |
|               | Travailliste retenir | Travailliste retenir  | Swing  | 3.2  |      |

| Parti         | Parti                | Candidat               | Voix   | %    | ±    |
| ------------- | -------------------- | ---------------------- | ------ | ---- | ---- |
|               | Travailliste         | William McLean Watson  | 13,887 | 57,9 | +4.3 |
|               | Liberal              | Francis John Robertson | 10,118 | 42,1 | −4.3 |
| Majorité      | Majorité             | Majorité               | 3,769  | 15,8 | +8.6 |
| Participation | Participation        | Participation          | 24,005 | 78,7 | +1.0 |
|               | Travailliste retenir | Travailliste retenir   | Swing  | +4.3 |      |

| Parti         | Parti                | Candidat              | Voix   | %    | ±    |
| ------------- | -------------------- | --------------------- | ------ | ---- | ---- |
|               | Travailliste         | William McLean Watson | 15,288 | 58,5 | +0.6 |
|               | Unioniste            | Allan Beaton          | 9,146  | 35,0 | New  |
|               | Communiste           | Jack Leckie           | 1,712  | 6,5  | New  |
| Majorité      | Majorité             | Majorité              | 6,132  | 23,5 | +7.7 |
| Participation | Participation        | Participation         | 26,146 | 74,1 | −4.6 |
|               | Travailliste retenir | Travailliste retenir  | Swing  | N/A  |      |

Retour aux élections

### Élections dans les années 1930
| Parti         | Parti                                       | Candidat                                    | Voix   | %    | ±     |
| ------------- | ------------------------------------------- | ------------------------------------------- | ------ | ---- | ----- |
|               | Libéral National                            | John Wallace                                | 16,863 | 57,9 | +22.9 |
|               | Travailliste                                | William McLean Watson                       | 12,247 | 42,1 | −16.4 |
| Majorité      | Majorité                                    | Majorité                                    | 4,616  | 15,8 | N/A   |
| Participation | Participation                               | Participation                               | 29,110 | 80,2 | +6.1  |
|               | Libéral National vainqueur sur Travailliste | Libéral National vainqueur sur Travailliste | Swing  |      |       |

| Parti         | Parti                                       | Candidat                                    | Voix   | %    | ±     |
| ------------- | ------------------------------------------- | ------------------------------------------- | ------ | ---- | ----- |
|               | Travailliste                                | William McLean Watson                       | 16,271 | 52,3 | +10.2 |
|               | Libéral National                            | John Wallace                                | 14,848 | 47,7 | −10.2 |
| Majorité      | Majorité                                    | Majorité                                    | 1,423  | 4,6  | N/A   |
| Participation | Participation                               | Participation                               | 31,119 | 81,6 | +1.4  |
|               | Travailliste vainqueur sur Libéral National | Travailliste vainqueur sur Libéral National | Swing  | 10.2 |       |

Retour aux élections

### Élections dans les années 1940
| Parti         | Parti                | Candidat              | Voix   | %    | ±     |
| ------------- | -------------------- | --------------------- | ------ | ---- | ----- |
|               | Travailliste         | William McLean Watson | 22,021 | 64,7 | +12.4 |
|               | Libéral National     | James Henderson       | 12,028 | 35,3 | −12.4 |
| Majorité      | Majorité             | Majorité              | 9,993  | 29,4 | +24.8 |
| Participation | Participation        | Participation         | 34,049 | 73,0 | −8.6  |
|               | Travailliste retenir | Travailliste retenir  | Swing  | 12.4 |       |

Retour aux élections

### Élections dans les années 1950
| Parti         | Parti                            | Candidat             | Voix   | %    | ±     |
| ------------- | -------------------------------- | -------------------- | ------ | ---- | ----- |
|               | Travailliste                     | James Clunie         | 23,641 | 61,2 | -3.5  |
|               | National Libéral et Conservateur | James Stuart Kerr    | 14,967 | 38,8 | +3.5  |
| Majorité      | Majorité                         | Majorité             | 8,674  | 22,4 | -6.7  |
| Participation | Participation                    | Participation        | 38,608 | 83,9 | +10.9 |
|               | Travailliste retenir             | Travailliste retenir | Swing  |      |       |

| Parti         | Parti                            | Candidat             | Voix   | %    | ±    |
| ------------- | -------------------------------- | -------------------- | ------ | ---- | ---- |
|               | Travailliste                     | James Clunie         | 24,547 | 61,1 | -0.1 |
|               | National Libéral et Conservateur | James Stuart Kerr    | 15,657 | 38,9 | +0.1 |
| Majorité      | Majorité                         | Majorité             | 8,890  | 22,2 | -0.2 |
| Participation | Participation                    | Participation        | 40,204 | 85,5 | +1.6 |
|               | Travailliste retenir             | Travailliste retenir | Swing  |      |      |

| Parti         | Parti                | Candidat             | Voix   | %    | ±    |
| ------------- | -------------------- | -------------------- | ------ | ---- | ---- |
|               | Travailliste         | James Clunie         | 22,146 | 60,1 | -1.0 |
|               | National Libéral     | Charlotte R McNee    | 14,170 | 39,9 | +1.0 |
| Majorité      | Majorité             | Majorité             | 8,674  | 21,2 | -1.0 |
| Participation | Participation        | Participation        | 36,316 | 83,9 | -1.6 |
|               | Travailliste retenir | Travailliste retenir | Swing  |      |      |

| Parti         | Parti                            | Candidat             | Voix   | %    | ±    |
| ------------- | -------------------------------- | -------------------- | ------ | ---- | ---- |
|               | Travailliste                     | Alan Thompson        | 23,478 | 61,4 | +1.3 |
|               | National Libéral et Conservateur | Archie Elliott       | 14,744 | 38,6 | -1.3 |
| Majorité      | Majorité                         | Majorité             | 8,734  | 22,8 | +1.6 |
| Participation | Participation                    | Participation        | 38,222 | 82,9 | -1.0 |
|               | Travailliste retenir             | Travailliste retenir | Swing  |      |      |

Retour aux élections

### Élections dans les années 1960
| Parti         | Parti                            | Candidat             | Voix   | %    | ±    |
| ------------- | -------------------------------- | -------------------- | ------ | ---- | ---- |
|               | Travailliste                     | Adam Hunter          | 22,468 | 61,6 | +0.2 |
|               | Conservateur et National Libéral | Ian Kirkwood         | 14,033 | 38,4 | -0.2 |
| Majorité      | Majorité                         | Majorité             | 8,435  | 23,2 | +0.4 |
| Participation | Participation                    | Participation        | 36,501 | 77,2 | -5.7 |
|               | Travailliste retenir             | Travailliste retenir | Swing  |      |      |

| Parti         | Parti                | Candidat             | Voix   | %    | ±       |
| ------------- | -------------------- | -------------------- | ------ | ---- | ------- |
|               | Travailliste         | Adam Hunter          | 20,709 | 58,4 | -3.2    |
|               | Conservateur         | Ian Kirkwood         | 9,446  | 26,6 | -11.8   |
|               | SNP                  | James A Cook         | 5,304  | 15,0 | Nouveau |
| Majorité      | Majorité             | Majorité             | 11,263 | 31,8 | +8.6    |
| Participation | Participation        | Participation        | 35,459 | 76,3 | -0.9    |
|               | Travailliste retenir | Travailliste retenir | Swing  |      |         |

Retour aux élections

### Élections dans les années 1970
| Parti         | Parti                | Candidat             | Voix   | %    | ±       |
| ------------- | -------------------- | -------------------- | ------ | ---- | ------- |
|               | Travailliste         | Adam Hunter          | 21,532 | 57,1 | -1.3    |
|               | Conservateur         | Ian Kirkwood         | 12,086 | 32,0 | +5.4    |
|               | SNP                  | James A Cook         | 3,657  | 9,7  | -5.3    |
|               | Communiste           | John Neilson         | 462    | 1,22 | Nouveau |
| Majorité      | Majorité             | Majorité             | 9,446  | 25,1 | -6.7    |
| Participation | Participation        | Participation        | 37,737 | 74,0 | -2.3    |
|               | Travailliste retenir | Travailliste retenir | Swing  |      |         |

Retour au début